# Miniopterus robustior
Miniopterus robustior es una especie de murciélago de la familia Vespertilionidae.

## Distribución geográfica
Endémica de Nueva Caledonia, sólo se puede encontrar en las islas de Lifou y Maré.